# Nokia Store
Der Nokia Store (früher: Ovi Store) war eine im Mai 2009 gegründete Vertriebsplattform des finnischen Unternehmens Nokia für Inhalte (Apps und Medien) für deren Mobilgeräte, insbesondere Smartphones. Inhalte sind darin für die von Nokia verwendeten Betriebssysteme Symbian, Maemo, Meego und Series 40 (Nokia Asha) erhältlich. Im Mai 2011 kündigte Nokia eine Umbenennung aller Ovi-Dienste an. In Zukunft werden alle Unternehmensdienste „Nokia“ im Namen tragen. Im Oktober 2013 wurde bekannt, dass ab dem 1. Januar 2014 keine neuen Apps und Updates für Symbian und MeeGo mehr eingereicht werden können, vorhandene Apps bleiben jedoch erhalten. Am 25. April 2014 übernahm Microsoft den Store im Rahmen der Übernahme der Geräte-Sparte von Nokia. Der Store gehörte nun zur Tochtergesellschaft Microsoft Mobile und wurde im Januar 2015 abgeschaltet. Ein Teil der verfügbaren Apps wird von Opera Mobile weitergeführt. Apps für die Betriebssysteme Maemo und MeeGo wurden nicht übernommen.

## Konzept
Im Nokia Store wurden Anwendungen, Spiele, Videos, Audiodateien, Bilder, Themes und Klingeltöne gratis oder kostenpflichtig angeboten.
Der Nokia Store konnte über den Webbrowser oder über eine eigens dafür vorgesehene App, dem Nokia Store Client, welcher zur Standardausstattung aller neueren Mobilgeräte Nokias gehörte, aufgerufen werden. Das Herunterladen von Inhalten funktionierte aber nur vom Mobiltelefon. Für kostenpflichtige Inhalte war ein Nokia-Benutzerkonto notwendig.
Der Nokia Store war ein geschlossenes System, um den Kunden vor fehlerhafter und schädlicher Software zu schützen. Inhalte mussten dazu von Nokia explizit freigegeben werden.
Anders als bei anderen Anbietern waren im Nokia Store nicht alle der für das Symbian-Ökosystem verfügbaren Inhalte vorhanden. Ein Teil wird noch klassisch über die Webseiten der Hersteller vertrieben. Erworbene Inhalte blieben dauerhaft auf dem Server gespeichert und konnten beliebig oft heruntergeladen werden.
Im Mai 2011 führte Nokia das „Store-in-Store“-Konzept für Mobilfunkanbieter ein. Dabei erhielten Mobilfunkprovider einen eigenen Kanal, in denen sie eigene Dienste und Anwendungen anbieten konnten.
600 bis 700 Mitarbeiter waren für den Store tätig.

## Funktionen
Alle Inhalte konnten bewertet und kommentiert werden sowie als Link per kostenloser SMS an Freunde empfohlen oder ans eigene Handy gesendet werden.
Mit der Version 2.8 vom Mai 2011 wurde eine Update-Funktion für Apps eingeführt. Kunden konnten sehen, für welche von ihnen installierten Programme Aktualisierungen verfügbar waren, und diese alle oder einzeln installieren.

## Bezahlung
Etwa die Hälfte der Apps waren kostenlos. Kostenpflichtige Inhalte konnten über die Telefonrechnung oder per Kreditkarte bezahlt werden (nicht in Ländern wie China). Der Kauf über die Telefonrechnung funktionierte nur über eine Mobil-Verbindung, also nicht über WLAN oder ähnliches. 
Der Preis konnte vom Ersteller frei gewählt werden. Je nach der vom Kunden gewählten Zahlungsmethode erhielt der Ersteller 60 bzw. 70 % des Verkaufspreises.

## Wachstum
Der Nokia-Store war in 190 Ländern und in 32 lokalisierten Sprachversionen verfügbar. Weltweit gab es 100 Millionen registrierte Anwender. Bei der Bezahlung über die Telefonrechnung war Nokia mit der Anbindung von 150 Mobilfunkanbietern in 50 Ländern marktführend.
Laut eigenen Angaben verzeichnete der Nokia Store im März 2012 mehr als 140.000 Apps. Im Juli 2011 waren es 50.000 Apps. Im Oktober 2011 wurden 10 Millionen Downloads am Tag erreicht, davon 30 % von Series 40-Geräten.

## Entwicklung
Spiele und Anwendungen mussten mit dem von Nokia angebotenen SDK für Symbian oder Meego erstellt sein. Für die Entwicklung von Apps empfahl Nokia die plattformübergreifende Klassenbibliothek Qt.

## Schließung
Am 20. November 2014 gab Microsoft bekannt, den Store schließen zu wollen, den verbleibenden Nutzern wird ein Umstieg auf den Opera Mobile Store empfohlen.